# (21175) 1994 CP12
A (21175) 1994 CP12 a Naprendszer kisbolygóövében található aszteroida. Eric Walter Elst fedezte fel 1994. február 7-én.